# Bulungan (Tayu)
Bulungan is een bestuurslaag in het regentschap Pati van de provincie Midden-Java, Indonesië. Bulungan telt 3626 inwoners (volkstelling 2010).